# Вищебулатецька сільська рада
Вищебулатецька сільська рада — колишній орган місцевого самоврядування у Лубенському районі Полтавської області з центром у c. Вищий Булатець.

## Населені пункти
Сільраді були підпорядковані населені пункти:
- c. Вищий Булатець
- c. Кононівка
- c. Малий В'язівок
- c. Нижній Булатець
- c. Чуднівці

## Населення
Згідно з переписом УРСР 1989 року чисельність наявного населення сільської ради становила 3101 особа, з яких 1372 чоловіки та 1729 жінок.
За переписом населення України 2001 року в сільській раді мешкали 2594 особи.

### Мова
Розподіл населення за рідною мовою за даними перепису 2001 року:
| Мова       | Відсоток |
| ---------- | -------- |
| українська | 98,85 %  |
| російська  | 1,08 %   |
| вірменська | 0,04 %   |